# Station Leuven

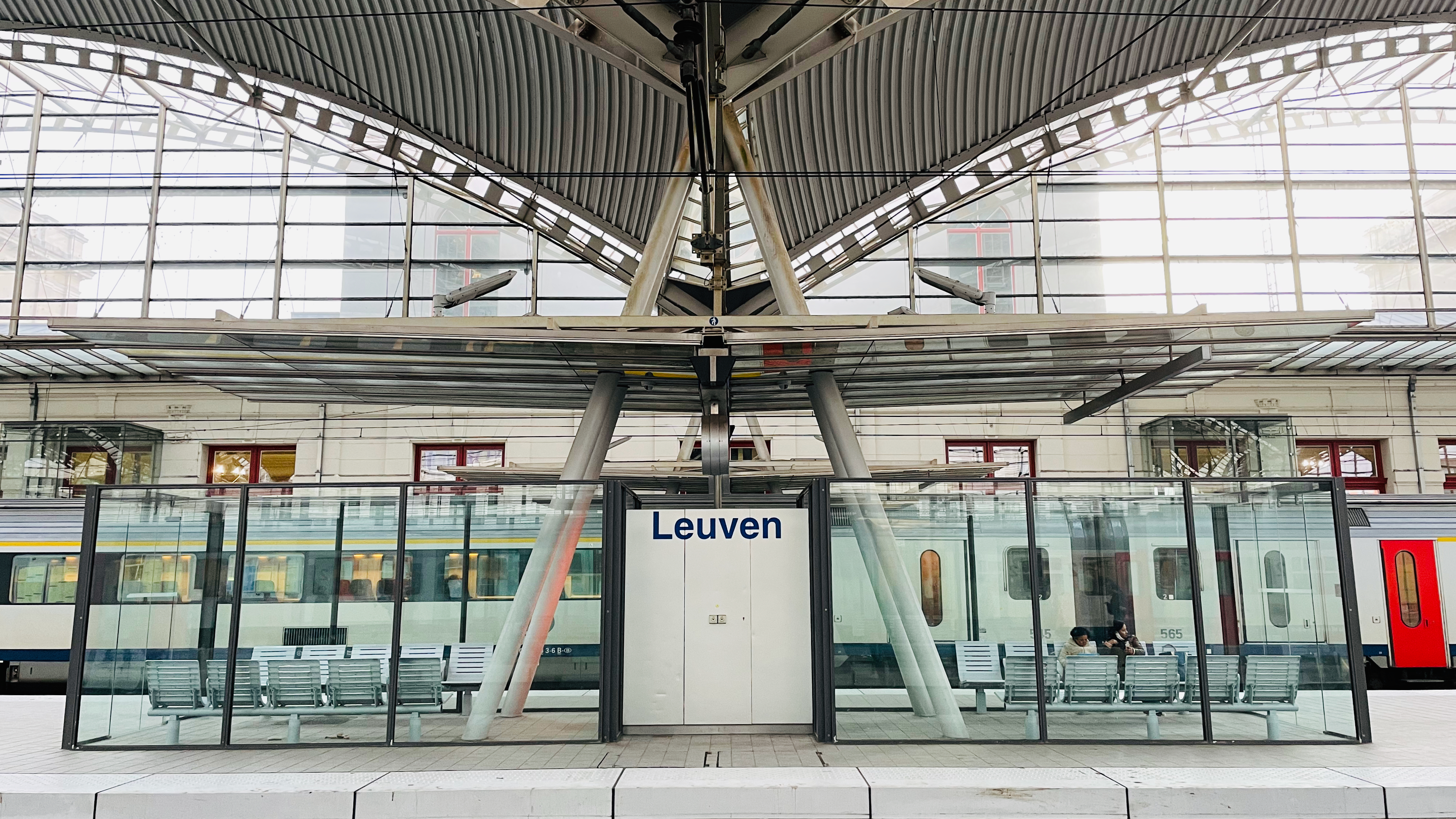
Plaatsnaambord op een perron

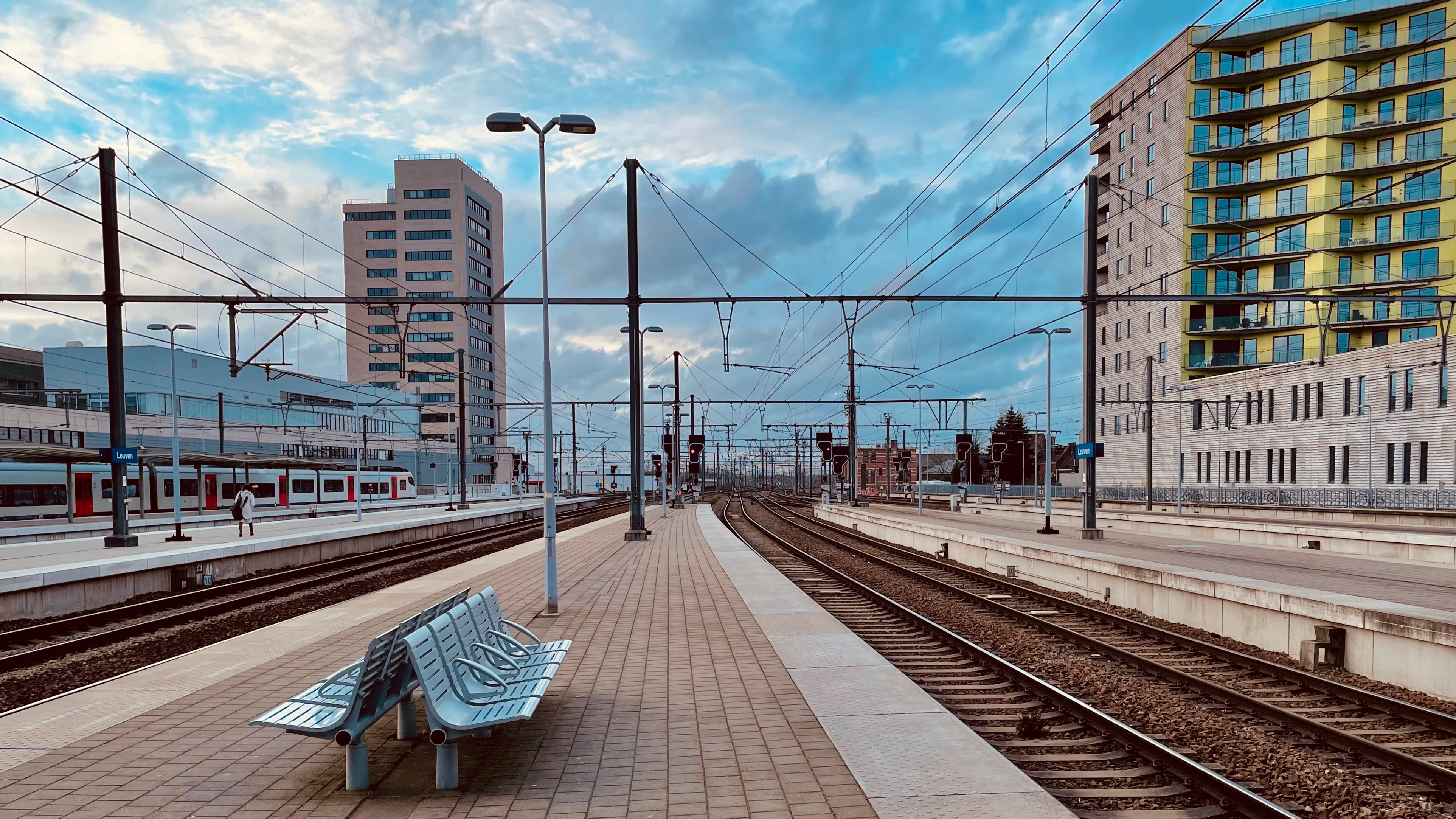
Zicht op de perrons

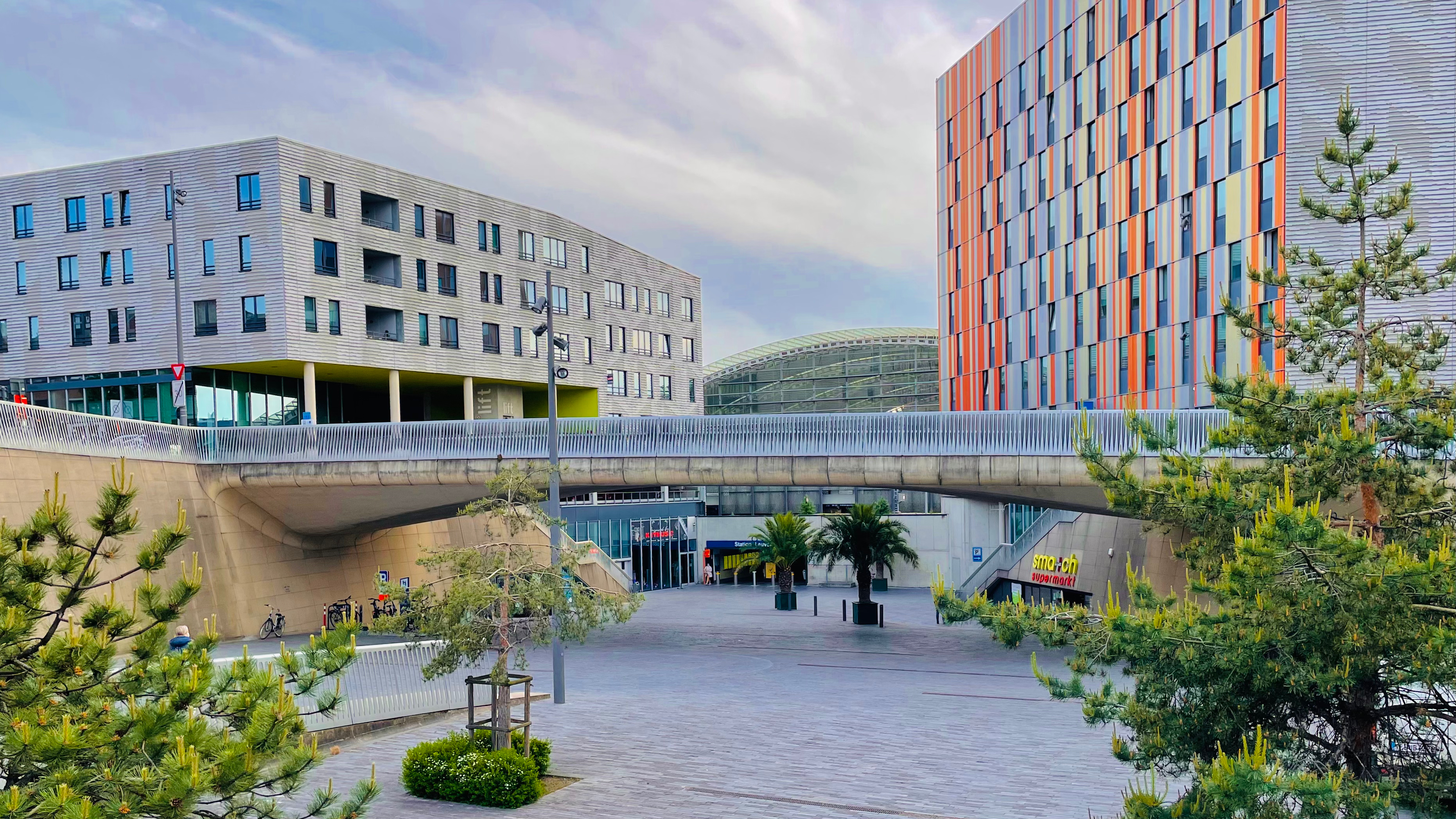
Het plein

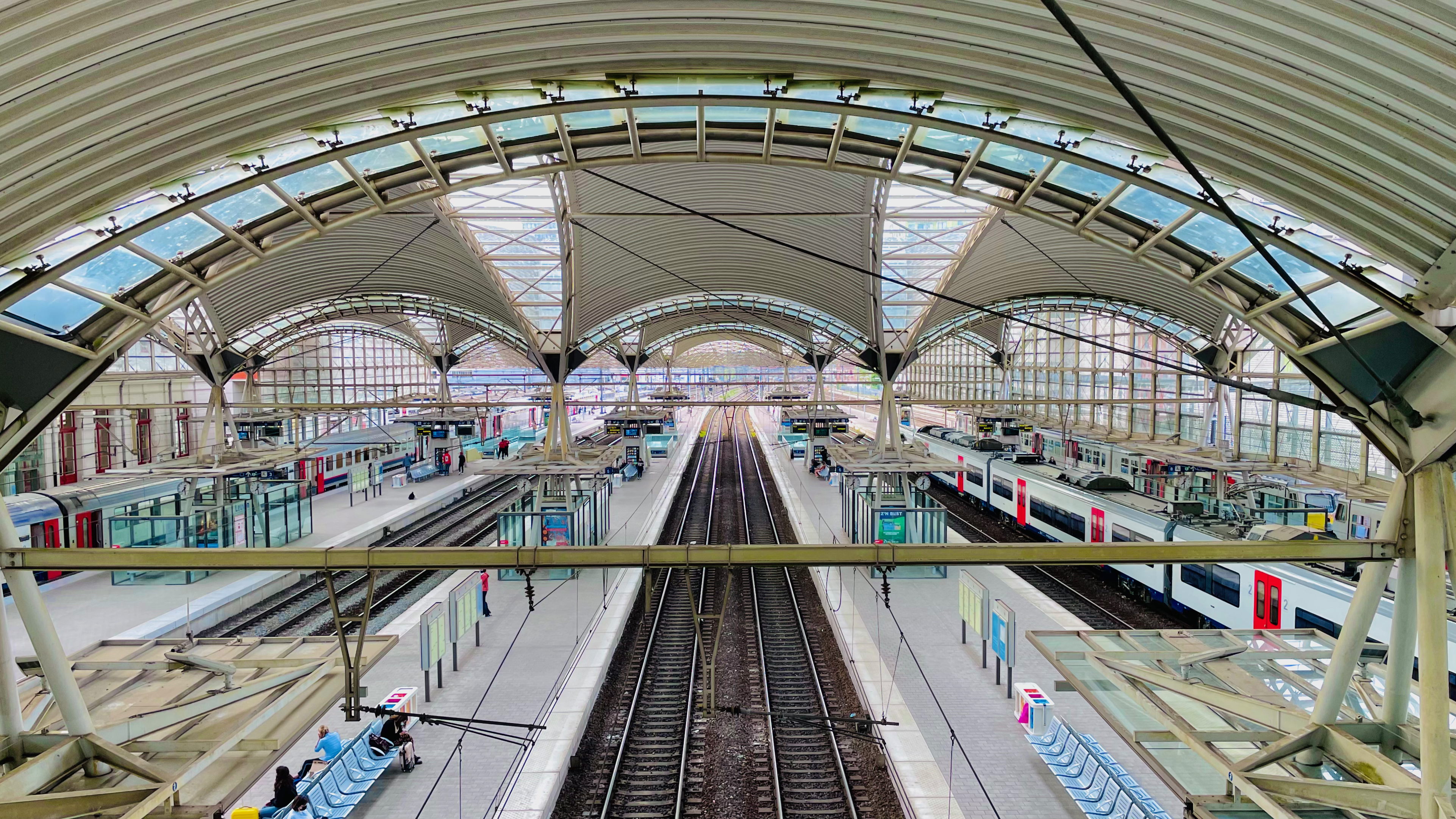
Zicht op de sporen

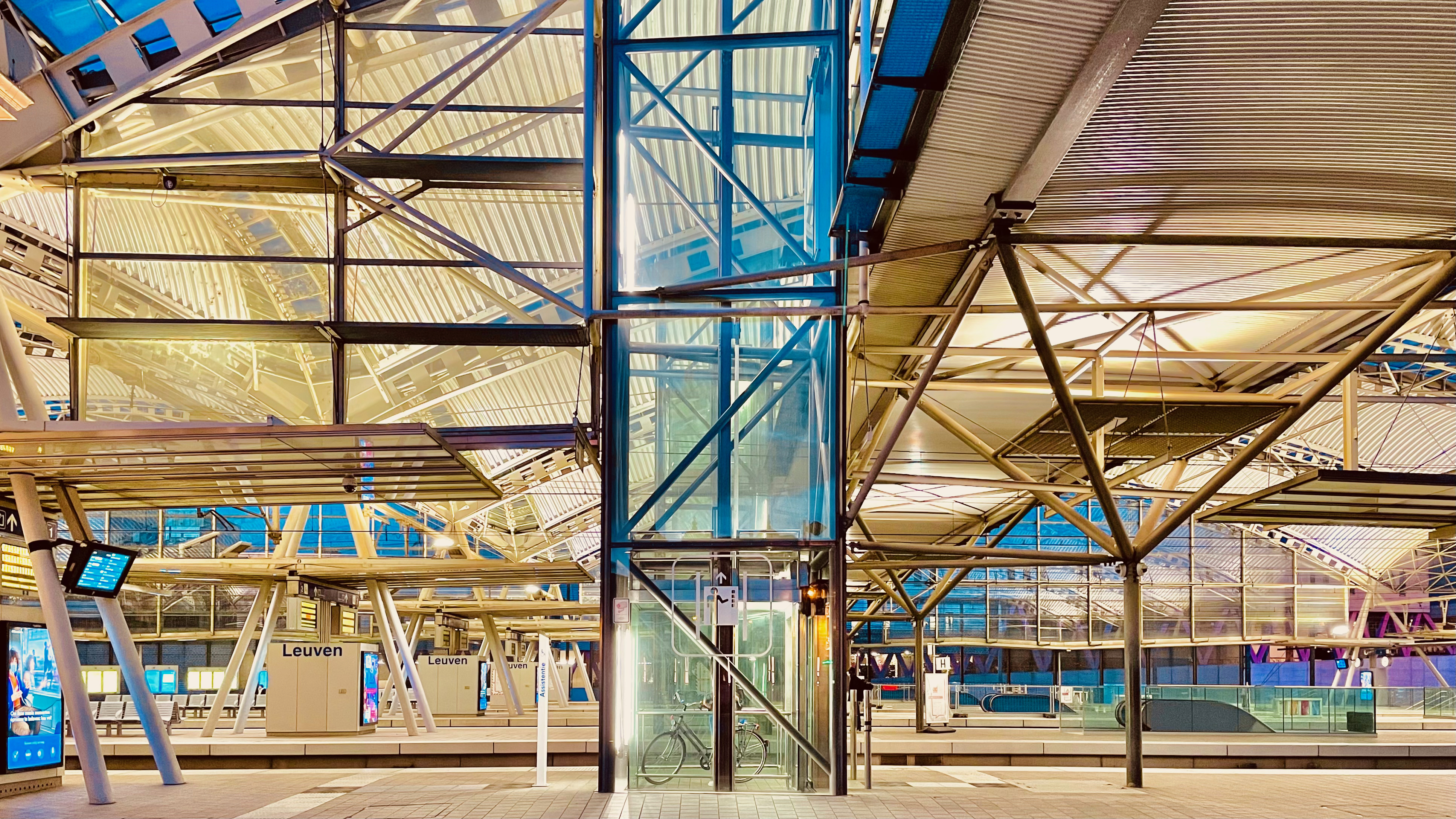
Een lift

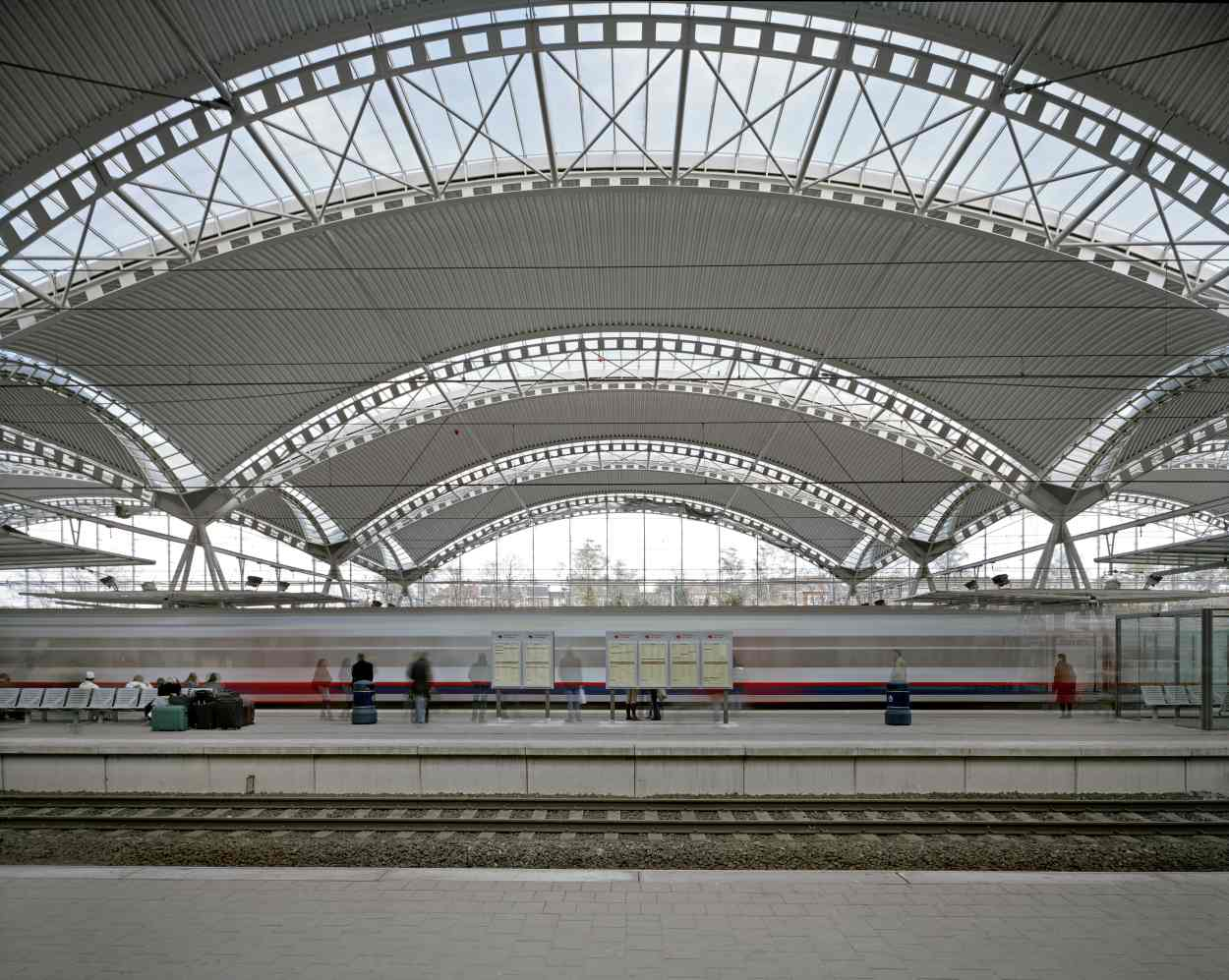
Stationsoverkapping en perrons

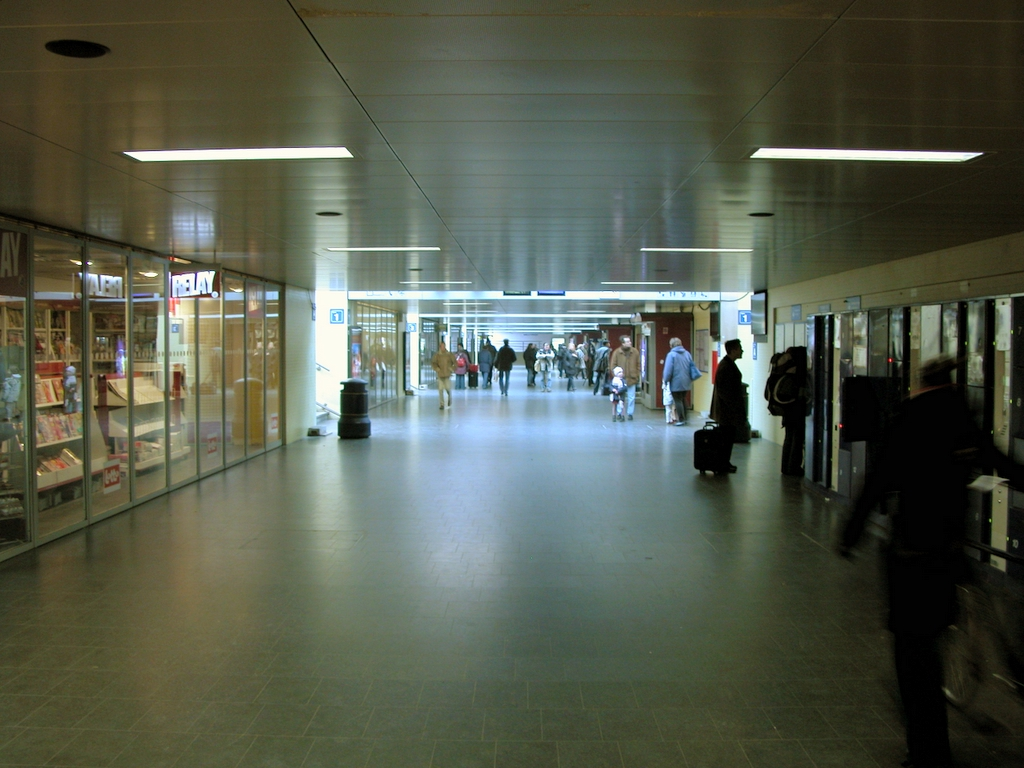
Voetgangerstunnel onder de sporen

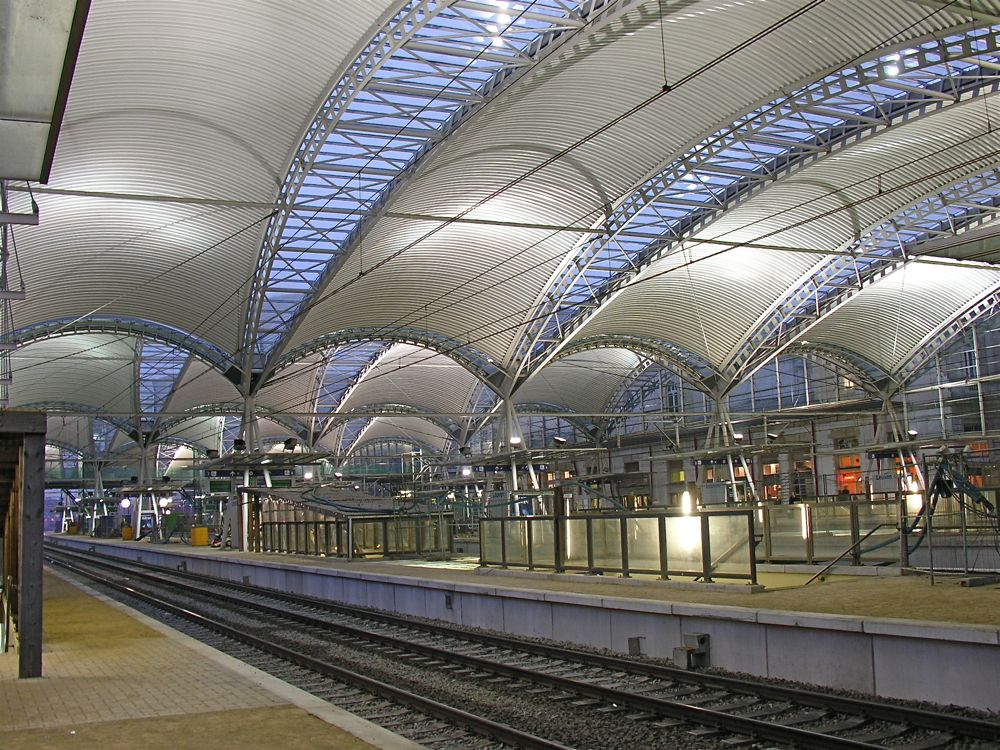
Stationsoverkapping en perrons

Station Leuven is een spoorwegstation langs spoorlijn 36 in de stad Leuven. In de week wordt het station gebruikt door meer dan 31.000 instappende reizigers.
In 2024 was dit station het op vijf na drukste station in België, enkel voorafgegaan door Brussel-Zuid, Brussel-Centraal, Brussel-Noord, Gent-Sint-Pieters en Antwerpen-Centraal.
Er zijn dertien sporen met perron, waarvan vier kopsporen (sporen A, B, C en D) en negen doorgaande sporen (sporen 1 t/m 9). Spoor 1 is met een lengte van zo'n 630 meter het 2de langste perron van België, na Gent-Dampoort. Drie kopsporen (sporen A, B en C) zijn bereikbaar vanuit Brussel; één kopspoor (spoor D) is bereikbaar vanuit Waver. Het perron van spoor 13 werd aangelegd als vervanging tijdens de werkzaamheden aan het station. Momenteel is het in gebruik als fietsenstalling, er stoppen geen treinen.

## Stationsgebouw
Het eerste stationsgebouwtje in 1837 was in hout. Het eerste meer duurzame station werd op 1 december 1842 in gebruik genomen.
Het huidige stationsgebouw werd in 1875 opgetrokken in eclectische stijl naar plannen van architect Henri Fouquet. Het gebouw lag toen aan de rand van de stad. Het plan en de symmetrisch opgestelde gebouwen - een ruim ingangsgebouw tussen zijvleugels en hoekpaviljoenen - zijn typisch voor een groter station voor doorgaand reizigersverkeer. De voorgevel kreeg een stijlvol gevelfront als eindperspectief van de Bondgenotenlaan. De plechtige inhuldiging volgde op 7 september 1879.
De buitenzijde is goed behouden, maar het interieur werd herhaaldelijk gewijzigd. Toch zijn er nog onderdelen van de oorspronkelijke structuur bewaard gebleven, zoals de aankleding van de hal en de wachtzaal eerste en tweede klas.

## Stelplaats
De stelplaats van het station werd/wordt gebruikt om historisch treinmaterieel te stallen, maar deze stelplaats is niet toegankelijk voor het publiek. Een deel van de collectie werd verhuisd naar Train World.

## Renovatie
Sinds het najaar van 2000, samen met de vernieuwing van de spoorlijn naar Keulen voor de komst van de Thalys, is het station aan een grondige renovatie onderworpen, waarbij vooral het stationsplein, het Martelarenplein, het nieuwe busstation (van de hand van de Spaanse architect Manuel de Solà-Morales Rubio), en de monumentale overkapping (van architectenbureau Philippe Samyn & Partners) de grootste ingrepen inhouden. Deze overkapping bestaat uit zestien zachtglooiende witte koepels, die de suggestie van in de wind wapperende lakens in het leven willen roepen.
Onder het Martelarenplein (het stationsplein) bevindt zich een grote ondergrondse parkeergarage ten behoeve van de treinreizigers. Zuidelijk van het station, onder de gebouwen van de stadsdiensten en KBC bevindt zich een van de grootste ondergrondse, bewaakte fietsenstallingen van het land. Het voorplein van het station is, op taxi's en bussen na, nagenoeg autovrij.
De renovatie is het startsein geweest van een grotere ontwikkeling van de stationsbuurt. De bouw van vijf kantoorgebouwen ten zuiden van het station, in de zone tussen station en provinciehuis, met onder andere nagenoeg de volledige stadsadministratie en de kantoren van een verzekeraar, zijn ook een stimulans voor de handel. Aan de oostzijde van het station wordt ook De kop van Kessel-Lo ontwikkeld, met bijkomende woningen, hotelinfrastructuur, kantoorgebouwen en recreatieve zones. Ten noordwesten van het station bevindt zich het gebouw met de kantoren van De Lijn en daarachter het Dirk Boutsgebouw.
Van 2011 tot 2014 werd ook het stationsgebouw zelf grondig gerenoveerd. Sinds 30 maart 2014 is het weer toegankelijk voor de reizigers. Ook de buitengevel aan de kant van de sporen werd onder handen genomen.

## Treindienst
| Serie       | Treinsoort            | Route | Bijzonderheden                                                               |
| ----------- | --------------------- | --- | ---------------------------------------------------------------------------- |
| IC 01       | Intercity (NMBS)      | Eupen – Luik-Guillemins – Leuven – Brussel-Zuid – Gent-Sint-Pieters – Brugge – Oostende                      |                                                                              |
| IC 03       | Intercity (NMBS)      | Genk – Leuven – Brussel-Zuid – Gent-Sint-Pieters – Brugge – Blankenberge                                     |                                                                              |
| IC 08       | Intercity (NMBS)      | Antwerpen-Centraal – Mechelen – Brussels Airport-Zaventem – Leuven – Hasselt                                 |                                                                              |
| IC 09       | Intercity (NMBS)      | Antwerpen-Centraal – Aarschot – [ Leuven – ] Hasselt – Luik-Guillemins                                       | Rijdt in het weekend Antwerpen-Centraal - Luik-Guillemins.                   |
| IC 12       | Intercity (NMBS)      | [ Oostende – Brugge – ] Kortrijk – Gent-Sint-Pieters – Brussel-Zuid – Leuven – Luik-Guillemins – Welkenraedt | Rijdt alleen op werkdagen. Eerste en laatste ritten van/naar Oostende.       |
| IC 14       | Intercity (NMBS)      | Quiévrain – Bergen – Brussel-Zuid – Leuven – Luik-Guillemins                                                 | Rijdt alleen op werkdagen.                                                   |
| IC 21       | Intercity (NMBS)      | Gent-Sint-Pieters – Mechelen – Leuven                                                                        | Rijdt in het weekend Mechelen - Leuven.                                      |
| IC 29       | Intercity (NMBS)      | [ De Panne – ] Gent-Sint-Pieters – Aalst – Brussel-Zuid – Brussels Airport-Zaventem – Leuven – Landen        | Rijdt in het weekend De Panne - Brussel-Noord.                               |
| L 2450      | L-trein (NMBS)        | Leuven – Aarschot – Hasselt                                                                                  | Rijdt niet in het weekend.                                                   |
| L 2750      | L-trein (NMBS)        | Leuven – Mechelen – Sint-Niklaas                                                                             | Rijdt in het weekend enkel tussen Mechelen en Sint-Niklaas.                  |
| L 2850      | L-trein (NMBS)        | Antwerpen-Centraal – Aarschot – Leuven                                                                       |                                                                              |
| S 2         | GEN (NMBS)            | 's-Gravenbrakel – Brussel-Zuid – Leuven                                                                      | Rijdt 1×/u. op zondag.                                                       |
| S 9         | GEN (NMBS)            | Landen – Leuven – Brussel-Schuman – Nijvel                                                                   | Rijdt alleen op werkdagen.                                                   |
| S 19        | GEN (NMBS)            | [ Leuven – ] Brussels Airport-Zaventem – Brussel-Luxemburg – Eigenbrakel – Nijvel – Charleroi-Centraal       | Rijdt in het weekend tussen Leuven en Nijvel.                                |
| S 20        | GEN (NMBS)            | Leuven – Waver – Ottignies                                                                                   |                                                                              |
| P 7090/8090 | Piekuurtrein (NMBS)   | [ Sint-Niklaas – ] / [ Dendermonde – ] Mechelen – Leuven                                                     | Rijdt alleen op werkdagen. Een trein van Dendermonde naar Gent-Sint-Pieters. |
| P 7300/8300 | Piekuurtrein (NMBS)   | Genk – Hasselt – Leuven – Brussel-Zuid                                                                       | Rijdt alleen op werkdagen.                                                   |
| P 7310/8310 | Piekuurtrein (NMBS)   | Leuven – Hasselt – Genk                                                                                      | Rijdt alleen op werkdagen.                                                   |
| P 7360/8360 | Piekuurtrein (NMBS)   | Leuven – Hasselt                                                                                             | Rijdt niet in het weekend.                                                   |
| P 7390/8390 | Piekuurtrein (NMBS)   | [ Sint-Niklaas – ] / [ Dendermonde – ] Mechelen – Leuven                                                     | Rijdt alleen op werkdagen.                                                   |
| P 7400/8400 | Piekuurtrein (NMBS)   | Luik-Guillemins – Leuven – Brussel-Zuid                                                                      | Rijdt alleen op werkdagen.                                                   |
| P 8220      | Piekuurtrein (NMBS)   | [ Hamont – ] / [ Essen – Antwerpen-Centraal – ] Leuven – Heverlee                                            | Een trein op zondagavond.                                                    |
| P 8225      | Piekuurtrein (NMBS)   | Tongeren – Hasselt – Leuven                                                                                  | In het weekend in december en mei.                                           |
| P 8890      | Piekuurtrein (NMBS)   | Poperinge – Ieper – Kortrijk – Gent-Sint-Pieters – Mechelen – Leuven – Sint-Joris-Weert                      | Een trein op zondagavond.                                                    |
| ICT 6905    | Toeristentrein (NMBS) | Leuven – Bierges-Walibi – Ottignies                                                                          | Rijdt tijdens de openingstijden van Walibi.                                  |

## Reizigerstellingen
De grafiek en tabel geven het gemiddeld aantal instappende reizigers weer op een week-, zater- en zondag.
| Tabel: aantal instappende reizigers station Leuven | Tabel: aantal instappende reizigers station Leuven | Tabel: aantal instappende reizigers station Leuven | Tabel: aantal instappende reizigers station Leuven |
|                                                    | Weekdag                                            | Zaterdag                                           | Zondag                                             |
| -------------------------------------------------- | -------------------------------------------------- | -------------------------------------------------- | -------------------------------------------------- |
| 1977                                               | 20 630                                             | 5 746                                              | 3 738                                              |
| 1978                                               | 20 965                                             | 5 950                                              | 3 420                                              |
| 1979                                               | 17 062                                             | 5 421                                              | 3 176                                              |
| 1980                                               | 19 583                                             | 5 369                                              | 3 103                                              |
| 1981                                               | 24 623                                             | 7 215                                              | 5 013                                              |
| 1982                                               | 17 892                                             | 5 943                                              | 4 164                                              |
| 1983                                               | 18 629                                             | 5 957                                              | 3 565                                              |
| 1984                                               | 18 128                                             | 4 932                                              | 3 434                                              |
| 1985                                               | 18 187                                             | 5 878                                              | 5 034                                              |
| 1986                                               | 18 496                                             | 5 078                                              | 3 665                                              |
| 1987                                               | 17 389                                             | 5 915                                              | 5 085                                              |
| 1988                                               | 15 707                                             | 4 910                                              | 4 233                                              |
| 1989                                               | 14 916                                             | 5 975                                              | 4 722                                              |
| 1990                                               | 17 238                                             | 5 452                                              | 4 675                                              |
| 1991                                               | 19 358                                             | 5 679                                              | 5 256                                              |
| 1992                                               | 19 856                                             | 6 119                                              | 5 280                                              |
| 1993                                               | 20 682                                             | 6 337                                              | 4 694                                              |
| 1994                                               | 22 665                                             | 5 516                                              | 4 499                                              |
| 1995                                               | 21 937                                             | 7 270                                              | 5 261                                              |
| 1996                                               | 21 637                                             | 7 109                                              | 5 825                                              |
| 1997                                               | 22 921                                             | 7 080                                              | 4 958                                              |
| 1998                                               | 22 538                                             | 8 326                                              | 6 685                                              |
| 1999                                               | 20 719                                             | 7 102                                              | 5 862                                              |
| 2000                                               | 21 493                                             | 6 518                                              | 5 788                                              |
| 2001                                               | 22 758                                             | 7 347                                              | 5 508                                              |
| 2002                                               | 21 584                                             | 7 323                                              | 5 744                                              |
| 2003                                               | 21 744                                             | 6 896                                              | 4 853                                              |
| 2004                                               | 21 891                                             | 7 786                                              | 6 380                                              |
| 2005                                               | 22 655                                             | 8 412                                              | 6 281                                              |
| 2006                                               | 25 895                                             | 9 812                                              | 7 726                                              |
| 2007                                               | 26 659                                             | 10 872                                             | 8 370                                              |
| 2008                                               | -                                                  | -                                                  | -                                                  |
| 2009                                               | 28 435                                             | 10 277                                             | 7 551                                              |
| 2010                                               | -                                                  | -                                                  | -                                                  |
| 2011                                               | -                                                  | -                                                  | -                                                  |
| 2012                                               | 29 732                                             | 11 567                                             | 9 040                                              |
| 2013                                               | 33 292                                             | 11 714                                             | 9 040                                              |
| 2014                                               | 32 247                                             | 10 226                                             | 9 757                                              |
| 2015                                               | 33 090                                             | 13 123                                             | 10 487                                             |
| 2016                                               | 33 254                                             | 10 400                                             | 9 520                                              |
| 2017                                               | 34 267                                             | 13 101                                             | 11 599                                             |
| 2018                                               | 33 932                                             | 13 125                                             | 10 816                                             |
| 2019                                               | 34 688                                             | 13 676                                             | 11 375                                             |
| 2020                                               | 18 054                                             | 7 356                                              | 5 727                                              |
| 2021                                               | -                                                  | -                                                  | -                                                  |
| 2022                                               | 31 877                                             | 12 010                                             | 11 019                                             |
| 2023                                               | 31 461                                             | 16 625                                             | 14 050                                             |
| 2024                                               | 31 230                                             | 14 156                                             | 12 456                                             |

Heverlee ·
Leuven ·
Leuven-Vorming ·
Putkapel ·
Wakkerzeelsesteenweg ·
Wijgmaal
0,0: Leuven ·
3,8: Holsbeek ·
6,0: Putkapel ·
7,1: Rotselaar ·
9,1: Wezemaal ·
12,3: Gelrode ·
15,5: Aarschot ·
19,3: Langdorp ·
25,2: Testelt ·
28,1: Zichem ·
33,2: Diest ·
38,5: Zelem ·
41,1: Linkhout ·
43,2: Schulen ·
46,5: Spalbeek ·
48,3: Kermt-Dorp ·
49,9: Kermt-Statie ·
53,8: Hasselt
0,0: Brussel-Noord ·
2,4: Schaarbeek ·
5,5: Haren-Zuid ·
7,0: Diegem ·
9,4: Zaventem ·
12,0: Nossegem ·
14,7: Kortenberg ·
16,1: Zavelstraat ·
17,8: Erps-Kwerps ·
19,2: Beisem ·
21,1: Veltem ·
24:0: Herent ·
28,8: Leuven ·
34,1: Korbeek-Lo ·
36,1: Lovenjoel ·
40,0: Vertrijk ·
42,0: Roosbeek ·
44,3: Kumtich ·
47,4: Tienen ·
53,8: Ezemaal ·
57,0: Neerwinden ·
60,7: Landen ·
64,0: Gingelom ·
69,0: Jeuk-Rosoux ·
71,5: Corswarem ·
74,5: Waremme ·
77,2: Bleret ·
79,8: Remicourt ·
83,2: Momalle ·
85,4: Fexhe-le-Haut-Clocher ·
87,8: Voroux-Goreux ·
89,9: Bierset-Awans ·
93,4: Ans ·
94,7: Montegnée ·
97,0: Liège-Haut-Pré ·
99,9: Luik-Guillemins
0,0: Schellebelle ·
2,8: Wichelen ·
5,8: Schoonaarde ·
9,7: Oudegem ·
12,5: Dendermonde ·
16,2: Baasrode-Zuid ·
18,2: Koude Haard ·
19,6: Buggenhout ·
21,6: Malderen ·
23,3: Molenheide ·
26,4: Londerzeel ·
28,2: Londerzeel-Oost ·
29,0: Ramsdonk ·
31,0: Kapelle-op-den-Bos ·
34,9: Heike ·
36,6: Hombeek ·
38,8: Brusselsesteenweg ·
39,6: Mechelen ·
42,6: Muizen ·
44,5: Hever ·
46,2: Biststraat ·
48,1: Boortmeerbeek ·
51,4: Haacht ·
52,5: Wespelaar-Heike ·
53,4: Wespelaar-Tildonk ·
55,8: Hambos ·
58,3: Wakkerzeelsesteenweg ·
59,4: Wijgmaal ·
64,1: Leuven
0,0: Leuven ·
3,0: Heverlee ·
8,4: Oud-Heverlee ·
10,8: Zoetwater ·
12,0: Sint-Joris-Weert ·
14,5: Pécrot ·
16,9: Florival ·
18,0: Eerken ·
20,0: Gastuche ·
21,9: Basse-Wavre ·
24,0: Wavre ·
25,1: Bierges-Walibi ·
26,8: Limal ·
29,0: Ottignies